# Liste der Baudenkmäler in Obermenzing
Auf dieser Seite sind die Baudenkmäler im Münchner Stadtteil Obermenzing im Stadtbezirk 21 Pasing-Obermenzing aufgelistet. Zu diesen Baudenkmälern gibt es auch eine Bildersammlung und ein Fotoalbum mit ausgewählten Bildern.
Diese Liste ist Teil der Liste der Baudenkmäler in München. Grundlage ist die Bayerische Denkmalliste, die auf Basis des bayerischen Denkmalschutzgesetzes vom 1. Oktober 1973 erstmals erstellt wurde und seither durch das Bayerische Landesamt für Denkmalpflege geführt und aktualisiert wird. Die folgenden Angaben ersetzen nicht die rechtsverbindliche Auskunft der Denkmalschutzbehörde.

## Ensembles
- Ehemaliger Ortskern Obermenzing (E‑1‑62‑000‑77):

Das Ensemble umfasst einen Teilbereich des historischen Ortskerns von Obermenzing, in dem die Ortsstruktur noch anschaulich erkennbar und eine für einen Ortskern historische Bausubstanz umfangreich erhalten ist. Der erstmals im 9. Jahrhundert genannte Ort Obermenzing hatte sich beidseits der Würm entwickelt. Bis heute verdichtet ist die Bebauung im Bereich um die gotische Pfarrkirche St. Georg, die im Kern ins 16. Jahrhundert zurückreichenden Gaststätte „Alter Wirt“ sowie die aus der zweiten Hälfte des 19. Jahrhunderts stammenden bäuerlichen Anwesen in einem Teilabschnitt der Pippinger Straße und dem Abschnitt des Betzenwegs westlich der Würm. Die Bauernhäuser des 19. Jahrhunderts sind jeweils langgestreckte Wohnstallbauten mit Satteldach, das Anwesen östlich der Würm ist ein großer Hakenhof. Aus diesen Bauten tritt die Gaststätte „Alter Wirt“ mit dem hohen und steilen Satteldach hervor.
- Pipping (E‑1‑62‑000‑53):

Pipping ist ein Weiler an der Würm, der um 1440 für die Hofmark Obermenzing beansprucht wird und 1478 durch Herzog Sigismund eine Kirche erhält. Seinen Umfang hat er kaum verändert. Zählte er 1760 fünf Anwesen, so 1874 auch nur acht Häuser. Die Substanz seiner Bauernanwesen wurde im 19. Jahrhundert erneuert; dabei wurde der Weiler im Süden etwas umstrukturiert; nach Norden wurde er um 1870 um einen Hof erweitert. Dennoch erhielt sich sein Gesamtgepräge mit locker gestreuten Bauernanwesen, deren Mehrzahl auf der linken, eines aber auf der rechten Würmseite liegt. Die offene Bauweise, mit der die Erweiterung der Pasinger Villenkolonien von Osten her in den Weilerbereich eingreift, stört ihn kaum, ebenso wenig die einreihig nach Süden anschließende Wohnhausbebauung in ländlichen Stilelementen aus der Jahrhundertwende.
- Villenkolonie Neu-Pasing I (E‑1‑62‑000‑51):

Die 1892 gegründete und planmäßig angelegte Villenkolonie Neu-Pasing I ist als erstes Beispiel des organisierten Einfamilienhausbaus außerhalb des damaligen städtischen Burgfriedens ein Ensemble. Seine Begrenzung ergibt sich aus der ursprünglichen Anlage des Quartiers, wie es zwischen die Bahnanlagen im Süden und den Verlauf des Nymphenburger Kanals im Westen und Norden eingebunden wurde. Im Osten ist die Grenze durch die flächenmäßige Ausdehnung bis etwa zur zeitlichen Zäsur durch den Ersten Weltkrieg gegeben. Dem ländlichen Wohnquartier auf Vorortgebiet in Großstadtnähe, das sich durch eine Vielzahl originell gestalteter Einfamilienhäuser im Villen- und Landhausstil auszeichnet, kommt siedlungspolitische und wohnungsbaugeschichtliche Bedeutung zu. Ausschlaggebender Faktor für das Entstehen eines großflächigen neuen Wohngebietes in Pasing ist die Einrichtung des Eisenbahnverkehrs über den damaligen Marktort in zwei Haupt- und zwei Nebenlinien. Zum Gründungszeitpunkt der Villenkolonie führten bereits drei Bahnstrecken über Pasing: seit 1840 die Strecke von München in Richtung Augsburg, seit 1854 die Eisenbahn in Richtung Starnberg und seit 1873 nach Buchloe. Ab 1903 sollte auch die Strecke nach Herrsching ausgebaut sein. Zwei Jahre nach Gründung der Villenkolonie, 1894, wurde auf der Strecke München-Pasing ein Lokalbetrieb im 15-Minuten-Abstand eingerichtet. Die schnelle, sichere und bequeme Verkehrsverbindung zwischen der Großstadt München und ihrem Vorort Pasing favorisierte die Entwicklung einer spezifischen Bauspekulation, die auf eine breite mittelständische Gruppe rechnen konnte, wo die Abhängigkeit vom Arbeitsplatz in der Stadt mit dem Bedürfnis nach einem Leben auf dem Lande als konkurrierende Interessen angesprochen werden konnten. Die von August Exter 1892 begründete Villenkolonie Pasing sollte eine Kombination herstellen zwischen Wohnen im Einfamilienhaus auf relativ großem Gartengrundstück in frischer, reiner Luft und der außergewöhnlich günstigen Verbindung mit München (siehe auch Baudenkmäler in Pasing).
- Villenkolonie Neu-Pasing II (E‑1‑62‑000‑50):

Die Villenkolonie Neu-Pasing II ist ein charakteristisches Beispiel für den mittelständischen Einfamilienhausbau der Jahrhundertwende, wie er sich, bedingt durch das damals neue Verkehrsmittel Eisenbahn, in einem Vorortbereich von München entwickeln konnte. Das Ensemble umfasst den Bereich, der als Teil einer weit umfangreicheren Planung tatsächlich realisiert wurde, die Bebauung zwischen den Eisenbahnanlagen im Süden und der Rubensstraße im Norden, und zwischen der Marschnerstraße und der Alten Allee (siehe auch Baudenkmäler in Pasing).
- Schloss Blutenburg (E‑1‑62‑000‑78):

Schloss Blutenburg hatte Herzog Albrecht III. zwischen 1431 und 1440 durch Umbau einer aus dem 13. Jahrhundert stammenden Wasserburg zu seinem Landsitz errichten lassen. Albrecht III. lebte hier zusammen mit Agnes Bernauer und nach deren Ermordung 1435 mit seiner Gemahlin Anna von Braunschweig. Deren Sohn Herzog Sigismund zog sich nach dem Verzicht auf die Regentschaft 1467 auf die Blutenburg zurück und widmete sich dem weiteren Ausbau. Obwohl sich in der Anlage bereits eine Kapelle befand, ließ er 1488 durch die Bauhütte der Münchner Frauenkirche vermutlich nach Plänen von Jörg von Halsbach eine weit repräsentativere Schlosskapelle errichten und kostbar ausstatten, so mit drei Altären nach Entwurf von Jan Polack. Seit 1508 diente die Blutenburg als Jagdschloss des herzoglichen Niederjagdreservates Menzing. Mit der Schenkung von Kurfürst Ferdinand Maria an die Kurfürstin Henriette Adelaide erlosch das Interesse an den Jagdgebieten und das höfische Leben verlagerte sich nach Schloss Nymphenburg, dem vormaligen Weiler Kemnaten, der ihr ebenfalls geschenkt worden war. Nach ihrem Tod erwarb der Notar Anton von Berchem Blutenburg und ließ die Burg – vielleicht durch Antonio Viscardi – für seine Zwecke zum Landschloss umbauen, wobei er der Baugruppe im Wesentlichen die Gestalt gab, wie sie heute noch erhalten ist. Nach seinem Tod wurde die Hofmark Menzing wieder eingezogen und der Kurfürstin Therese Kunigunde übereignet, die das Schloss als Refugium nutzte. Aus dieser Zeit stammt die Verbindung zwischen Blutenburg und Nymphenburg als Diagonalachse des Nymphenburger Schlossparks, die Sichtschneise, die sich als „Durchblick“ bis heute erhalten hat. Das Staatsgut blieb zunächst ohne nennenswerte Nutzung. Zwischen 1866 und 1957 hatte es das Institut der Englischen Fräulein gepachtet und anschließend nutzten es die Schwestern des Dritten Ordens als Altersruhesitz. 1980 bis 1983 erfolgten eine grundlegende Sanierung und der Umbau der damals stark vernachlässigten Anlage zur Internationalen Jugendbibliothek. Das Schloss Blutenburg liegt in einer Flussschleife der Würm und ist von weiten Freiflächen umgeben. 1984 hat man in dieser Freifläche östlich der Blutenburg zwei Teiche angelegt. Nördlich der Verdistraße sind mit Zehentstadel und Mühle dem Schloss Blutenburg als Hofmark zugehörige Bauten erhalten. Die Gesamtanlage wird jetzt durch die als Autobahnzubringer ausgebaute Verdistraße geteilt, wodurch der ehemalige funktionale Zusammenhang gestört ist.

## Einzelbauwerke
| Lage                               | Objekt                                                                                        | Beschreibung | Akten-Nr.        | Bild                                             |
| ---------------------------------- | --------------------------------------------------------------------------------------------- | --- | ---------------- | ------------------------------------------------ |
| Alte Allee 17 (Standort)           | Vorstadtvilla                                                                                 | zweigeschossiger Giebelbau mit abgewalmtem Satteldach, Eckturm mit Glockendach über Säulenbalkon und schräg gestelltem Erdgeschosserker, von August Exter und Otto Numberger, 1897 | D-1-62-000-207   | weitere Bilder                                   |
| Alte Allee 19 (Standort)           | Vorstadthaus                                                                                  | eingeschossiger Satteldachbau mit Holzbalkonen, von August Exter und Otto Numberger, 1899 | D-1-62-000-208   | weitere Bilder                                   |
| Alte Allee 21 (Standort)           | Gaststätte Jagdschloss                                                                        | zweigeschossiger Traufseitbau mit Satteldach und Zwerchhausrisalit, holzverschaltem Obergeschoss und Holzbalkonen, im Heimatstil, von August Exter, 1898, später weitgehend erneuert | D-1-62-000-209   | weitere Bilder                                   |
| Alte Allee 29 (Standort)           | Villa                                                                                         | eingeschossiger Giebelbau mit Mansardkrüppelwalmdach und Fuß, Stuckerker und Portalvorbau, im Reformstil von den Gebrüdern Ott, 1911 | D-1-62-000-210   | weitere Bilder                                   |
| Alte Allee 46 (Standort)           | Villa                                                                                         | zweigeschossiger Satteldachbau mit Dachreiter, Anbauten, hohem Fachwerkgiebel und Holzbalkon, im Heimatstil, von Johann Christoph Gewin, 1901, Erweiterung, 1930er Jahre | D-1-62-000-211   | weitere Bilder                                   |
| An der Würm 1 (Standort)           | Kleinhaus                                                                                     | erdgeschossiger Fachwerkbau mit aufgebrettertem Fachwerk auf der Giebelseite, im Kern wohl 2. Hälfte 18. Jahrhundert | D-1-62-000-6176  | weitere Bilder                                   |
| Apfelallee 2 (Standort)            | Villa                                                                                         | Landhausstil, Fachwerk, um 1900 | D-1-62-000-360   | weitere Bilder                                   |
| Apfelallee 3 (Standort)            | Villa                                                                                         | Landhausstil, Fachwerk, erbaut 1900 | D-1-62-000-361   | weitere Bilder                                   |
| Apfelallee 5 (Standort)            | Villa                                                                                         | Landhausstil, Fachwerk, um 1900 | D-1-62-000-362   | weitere Bilder                                   |
| Apfelallee 7 (Standort)            | Villa                                                                                         | historisierend, um 1900 | D-1-62-000-364   | weitere Bilder                                   |
| Apfelallee 9 (Standort)            | Ländliche Villa                                                                               | bezeichnet 1898, aus dem Büro August Exter | D-1-62-000-365   | weitere Bilder                                   |
| Apfelallee 13 (Standort)           | Villa                                                                                         | Landhausstil, bezeichnet 1903 | D-1-62-000-366   | weitere Bilder                                   |
| Apfelallee 15 (Standort)           | Villa                                                                                         | malerischer, ländlicher Stil, 1898 | D-1-62-000-367   | weitere Bilder                                   |
| Apfelallee 16 (Standort)           | Villa                                                                                         | historisierend, 1898, aus dem Büro August Exter | D-1-62-000-368   | weitere Bilder                                   |
| Apfelallee 17 (Standort)           | Villa                                                                                         | Reformstil, 1908 von Johann Schalk | D-1-62-000-369   | weitere Bilder                                   |
| Apfelallee 21 (Standort)           | Villa                                                                                         | Fachwerkstil, um 1898, aus dem Büro August Exter | D-1-62-000-371   | weitere Bilder                                   |
| Apfelallee 23 (Standort)           | Villa                                                                                         | historisierend, wohl 1902 von Otto Numberger | D-1-62-000-372   | weitere Bilder                                   |
| Apfelallee 26a (Standort)          | Villa                                                                                         | barockisierend, Giebelfeld mit Stucksonnenuhr, um 1897/98, aus dem Büro August Exter | D-1-62-000-373   | weitere Bilder                                   |
| Barystraße 3 (Standort)            | Malerische Villa                                                                              | 1902 von Johann Schalk | D-1-62-000-590   | weitere Bilder                                   |
| Bergsonstraße 34 (Standort)        | Waldfriedhof Obermenzing                                                                      | Friedhofsanlage mit neuklassizistischem Friedhofsgebäude und Pfeilerportal, 1912/13 von Adolf Fraas; Grabsteine. | D-1-62-000-721   | weitere Bilder                                   |
| Betzenweg 80 (Standort)            | Bauernhaus                                                                                    | im Kern 19. Jahrhundert | D-1-62-000-734   | Bauernhaus                                       |
| Betzenweg 81 (Standort)            | Weichandhof                                                                                   | ehemaliger Bauernhof, 1755 erbaut, 1935 umgebaut | D-1-62-000-735   | weitere Bilder                                   |
| Dorfstraße (Standort)              | Kriegerdenkmal                                                                                | 1921, Entwurf Ludwig Rümelin; an der Ecke Pippinger Straße | D-1-62-000-1347  | weitere Bilder                                   |
| Dorfstraße 37a (Standort)          | Alte katholische Pfarrkirche St. Georg                                                        | um 1430/40, 1610 Turm und Sakristei; mit Ausstattung | D-1-62-000-1345  | weitere Bilder                                   |
| Dorfstraße 39 (Standort)           | Gasthof Alter Wirt                                                                            | stattlicher, zweigeschossiger Satteldachbau, mit Türmchen, im Kern 1589/90, 1911 durch die Gebrüder Ott erweitert | D-1-62-000-1346  | weitere Bilder                                   |
| Faistenlohestraße 44 (Standort)    | Bauernhof                                                                                     | zweigeschossiger Satteldachbau mit Wohn- und Wirtschaftsflügel sowie rechtwinklig angefügtem Wohnteil, 19. Jahrhundert, Anbau 1950 | D-1-62-000-1607  | Bauernhof                                        |
| Floßmannstraße 25 (Standort)       | Malerische Villa                                                                              | um 1895 aus dem Büro August Exter | D-1-62-000-1704  | weitere Bilder                                   |
| Floßmannstraße 27 (Standort)       | Fachwerkvilla                                                                                 | mit Turm, um 1895 aus dem Büro August Exter | D-1-62-000-1705  | weitere Bilder                                   |
| Floßmannstraße 31 (Standort)       | Villa                                                                                         | historisierend, um 1895 aus dem Büro August Exter | D-1-62-000-1706  | weitere Bilder                                   |
| Floßmannstraße 37 (Standort)       | Villa                                                                                         | in Ecklage, historisierend, 1893/94; mit Marsopstraße 4b | D-1-62-000-1707  | weitere Bilder                                   |
| Freseniusstraße 9 (Standort)       | Wohnhaus                                                                                      | eingeschossiger Mansardsatteldachbau mit zwei Zwerchhäusern, im Reformstil, von Fritz Eberl, 1910 | D-1-62-000-8719  | weitere Bilder                                   |
| Fritz-Reuter-Straße 19a (Standort) | Villa                                                                                         | Heimatstil, 1910 von Ulrich Merk | D-1-62-000-7977  | weitere Bilder                                   |
| Fritz-Reuter-Straße 22 (Standort)  | Malerische Villa                                                                              | Landhausstil, 1895, aus dem Büro August Exter | D-1-62-000-1932  | weitere Bilder                                   |
| Fritz-Reuter-Straße 26 (Standort)  | Malerische Kleinvilla                                                                         | 1893, aus dem Büro August Exter | D-1-62-000-1933  | weitere Bilder                                   |
| Fritz-Reuter-Straße 27 (Standort)  | Malerische Fachwerkvilla                                                                      | um 1893, aus dem Büro August Exter | D-1-62-000-1934  | weitere Bilder                                   |
| Fritz-Reuter-Straße 30 (Standort)  | Villa                                                                                         | Landhausstil, 1896, aus dem Büro August Exter | D-1-62-000-1935  | weitere Bilder                                   |
| Fritz-Reuter-Straße 34 (Standort)  | Villa                                                                                         | historisierend, 1911/12 von Georg Schneider (Bad Kissingen) | D-1-62-000-1937  | weitere Bilder                                   |
| Glasenbartlstraße 2 (Standort)     | Einfamilienhaus                                                                               | erdgeschossiger Steilsatteldachbau ohne Dachüberstand, 1939 von dem Architekten Wilhelm Becker (1901–1982) als eigenes Wohnhaus errichtet; mit über Pergola verbundener Garage, südwestlich dazu versetzt; in großem Gartengrundstück | D-1-62-000-8052  | Einfamilienhaus                                  |
| Glasenbartlstraße 9 (Standort)     | Villa                                                                                         | klassizisierend, 1912 von Hermann Lang; mit dem gleichartigen Haus Schirmerweg 18 durch Säulenarkaden verbunden | D-1-62-000-2193  | weitere Bilder                                   |
| Grandlstraße 8 (Standort)          | Katholische Pfarrkirche Leiden Christi                                                        | dreischiffiger Bau, Heimatstil, mit Zwiebelhelmturm, 1923/24 von Georg Wilhelm Buchner; mit Ausstattung | D-1-62-000-2260  | weitere Bilder                                   |
| Grandlstraße 68 (Standort)         | Landhaus                                                                                      | mit Ecktürmchen, um 1895–1900 | D-1-62-000-2261  | weitere Bilder                                   |
| Gustav-Meyrink-Straße 8 (Standort) | Villa                                                                                         | Landhausstil, 1900 | D-1-62-000-2339  | weitere Bilder                                   |
| Heerstraße 6 (Standort)            | Villa                                                                                         | zweigeschossiger Satteldachbau in Formen des Späthistorismus, Eingangsvorbau und Loggia aus Stampfbeton, mit Schweifgiebel, Erker und Putzgliederung, Zwerchhaus mit Walmdach, von Franz Gardy, 1905; zugehörig Atelierhaus als eingeschossiges Blockhaus in der nordöstlichen Grundstücksecke, 1914 | D-1-62-000-8498  | weitere Bilder                                   |
| Hofbauernstraße 26 (Standort)      | Ehemaliges HJ-Heim Obermenzing, seit 1946 russisch-orthodoxes Kloster des hl. Hiob von Počaev | eingeschossiger Walmdachbau mit Vorhalle und Dachreiter als Klosterkirche genutzt, langgestreckter eingeschossiger Nebenflügel als Kloster genutzt, von Hermann Schultz und Hans Kurz, 1938–1940, 1945/46 zum Kloster umgebaut und umgestaltet; mit Ausstattung | D-1-62-000-9764  | weitere Bilder                                   |
| Hofmillerstraße 4 (Standort)       | Vorstadtvilla                                                                                 | mit Turm und Fachwerk, 1900 von Josef Hörauf | D-1-62-000-2746  | weitere Bilder                                   |
| Hofmillerstraße 11 (Standort)      | Vorstadtvilla                                                                                 | Neurokoko-Motive, um 1900 | D-1-62-000-2747  | weitere Bilder                                   |
| Hofmillerstraße 26 (Standort)      | Vorstadtvilla                                                                                 | mit Turm, 1906/07 von Franz Seebacher | D-1-62-000-2748  | weitere Bilder                                   |
| Hofmillerstraße 30 (Standort)      | Villa                                                                                         | barockisierend, um 1900, wohl aus dem Büro August Exter | D-1-62-000-2749  | weitere Bilder                                   |
| Hofmillerstraße 32 (Standort)      | Villa                                                                                         | 1899–1900 von August Exter und Otto Numberger | D-1-62-000-2750  | weitere Bilder                                   |
| Hofmillerstraße 34 (Standort)      | Malerische Villa                                                                              | Fachwerk, 1900, wohl aus dem Büro August Exter | D-1-62-000-2751  | weitere Bilder                                   |
| Lützowstraße 6/8/10 (Standort)     | Wohnhausgruppe                                                                                | historisierend, 1911 von den Gebrüdern Ott | D-1-62-000-4125  | weitere Bilder                                   |
| Lützowstraße 16/18 (Standort)      | Doppelvilla                                                                                   | 1911 von den Gebrüdern Ott | D-1-62-000-4127  | weitere Bilder                                   |
| Lützowstraße 28 (Standort)         | Wohnhaus                                                                                      | deutsche Renaissance, Holzwerk, bezeichnet 1898, aus dem Büro August Exter; Hausfigur des hl. Joseph | D-1-62-000-4128  | weitere Bilder                                   |
| Lützowstraße 46 (Standort)         | Villa                                                                                         | Fachwerkstil, um 1898/1900, aus dem Büro August Exter | D-1-62-000-4129  | weitere Bilder                                   |
| Mark-Twain-Straße 4 (Standort)     | Villa                                                                                         | mit altdeutschem Fachwerk, bezeichnet 1898, wohl aus dem Büro August Exter | D-1-62-000-4304  | weitere Bilder                                   |
| Marschnerstraße 42 (Standort)      | Villa                                                                                         | 1910 von Bernhard Borst | D-1-62-000-4323  | weitere Bilder                                   |
| Marschnerstraße 43 (Standort)      | Villa                                                                                         | Landhausstil, Fachwerk, um 1900, aus dem Büro August Exter | D-1-62-000-4324  | weitere Bilder                                   |
| Marschnerstraße 44 (Standort)      | Villa                                                                                         | Landhausstil, um 1897/1900, aus dem Büro August Exter | D-1-62-000-4325  | weitere Bilder                                   |
| Marschnerstraße 55 (Standort)      | Villa                                                                                         | mit Holzbalkonen, 1901; zum Teil modernisiert | D-1-62-000-4326  | weitere Bilder                                   |
| Marschnerstraße 59 (Standort)      | Villa                                                                                         | historisierend, um 1897/1900, aus dem Büro August Exter | D-1-62-000-4327  | weitere Bilder                                   |
| Marsopstraße 4b (Standort)         | Villa                                                                                         | in Ecklage, historisierend, 1893/94 von Ludwig Statzner; mit Floßmannstraße 37 | D-1-62-000-4329  | weitere Bilder                                   |
| Marsopstraße 6 (Standort)          | Villa                                                                                         | historisierend, 1907 von August Exter | D-1-62-000-4330  | weitere Bilder                                   |
| Marsopstraße 6a/6b/6c (Standort)   | Dreifachhaus                                                                                  | historisierend, 1907 von Ulrich Merk für August Exter | D-1-62-000-4331  | weitere Bilder                                   |
| Marsopstraße 8/8a (Standort)       | Doppelhaus                                                                                    | barockisierend, 1907 von Ulrich Merk | D-1-62-000-4332  | weitere Bilder                                   |
| Marsopstraße 8b (Standort)         | Villa                                                                                         | historisierend, 1907 von Ulrich Merk für August Exter | D-1-62-000-4333  | weitere Bilder                                   |
| Marsopstraße 12 (Standort)         | Villa                                                                                         | Landhausstil, um 1895, aus dem Büro August Exter | D-1-62-000-4334  | weitere Bilder                                   |
| Marsopstraße 14 (Standort)         | Villa                                                                                         | Landhausstil, um 1895, aus dem Büro August Exter | D-1-62-000-4335  | weitere Bilder                                   |
| Marsopstraße 16 (Standort)         | Villa                                                                                         | barockisierende Stuckfassade, 1898, aus dem Büro August Exter | D-1-62-000-4336  | weitere Bilder                                   |
| Marsopstraße 18 (Standort)         | Villa                                                                                         | historisierender Jugendstil, 1907 von Bernhard Borst | D-1-62-000-4337  | weitere Bilder                                   |
| Marsopstraße 22 (Standort)         | Villa                                                                                         | Landhausstil, 1898, aus dem Büro August Exter und Otto Numberger | D-1-62-000-4338  | weitere Bilder                                   |
| Marsopstraße 26 (Standort)         | Doppelhaushälfte                                                                              | 1910 von Eduard Lotterschmid | D-1-62-000-4339  | weitere Bilder                                   |
| Marsopstraße 28 (Standort)         | Doppelhaushälfte                                                                              | 1910 von Bernhard Borst | D-1-62-000-8002  | weitere Bilder                                   |
| Marsopstraße 30 (Standort)         | Villa                                                                                         | schlichter, barockisierender Landhausstil, mit Walmdach und rundem Vorbau, 1923 von Feye Peins | D-1-62-000-4340  | weitere Bilder                                   |
| Marsopstraße 36 (Standort)         | Stattliches Mansarddachhaus                                                                   | klassizisierender Jugendstil, Erker mit Reliefschnitzereien, 1910 von Bernhard Borst, Umbau 1927 | D-1-62-000-4341  | weitere Bilder                                   |
| Menzinger Straße 78 (Standort)     | Villa                                                                                         | Neurenaissance, um 1900 | D-1-62-000-4517  | weitere Bilder                                   |
| Menzinger Straße 123 (Standort)    | Gasthof zur Burenschänke                                                                      | dreigeschossiger Walmdachbau mit Stuckdekor, um 1900 | D-1-62-000-4518  | weitere Bilder                                   |
| Offenbachstraße 46a (Standort)     | Wohnhaus                                                                                      | zweigeschossiger Walmdachbau mit Erker und Dreiecksdachgaube, von Franz Winkler, 1929 | D-1-62-000-8591  | Wohnhaus                                         |
| Orthstraße 3 (Standort)            | Villa                                                                                         | historisierend, 1893 aus dem Büro August Exter | D-1-62-000-5047  | Villa                                            |
| Orthstraße 3a (Standort)           | Landhaus                                                                                      | barockisierend, um 1893, aus dem Büro August Exter | D-1-62-000-5048  | Landhaus                                         |
| Orthstraße 9 (Standort)            | Villa                                                                                         | Fachwerkstil, um 1895, aus dem Büro August Exter | D-1-62-000-5050  | Villa                                            |
| Orthstraße 13 (Standort)           | Café Gaststätte Luisengarten                                                                  | historisierendes Landhaus, 1893 aus dem Büro August Exter | D-1-62-000-5051  | Café Gaststätte Luisengarten                     |
| Orthstraße 17 (Standort)           | Villa                                                                                         | in Ecklage, mit barockisierendem Zwerchgiebel, um 1895, aus dem Büro August Exter | D-1-62-000-5053  | weitere Bilder                                   |
| Oselstraße 35 (Standort)           | Villa                                                                                         | historisierend, 1912 von Georg Völkl | D-1-62-000-5066  | weitere Bilder                                   |
| Oselstraße 36 (Standort)           | Villa                                                                                         | Landhausstil, um 1893, aus dem Büro August Exter | D-1-62-000-5067  | weitere Bilder                                   |
| Oselstraße 38 (Standort)           | Villa                                                                                         | Landhausstil, um 1893, aus dem Büro August Exter | D-1-62-000-5068  | weitere Bilder                                   |
| Oselstraße 40 (Standort)           | Villa                                                                                         | eingeschossiger Satteldachbau über hohem Sockelgeschoss mit schräg gestelltem Eckerker und verschindelter Fassade, im Landhausstil, vom Baubüro August Exter, 1893/94 | D-1-62-000-8705  | weitere Bilder                                   |
| Pippinger Straße 37 (Standort)     | Ehemaliges Bauernhaus                                                                         | im Kern 19. Jahrhundert | D-1-62-000-5353  | weitere Bilder                                   |
| Pippinger Straße 47g (Standort)    | Bauernhaus                                                                                    | im Kern 19. Jahrhundert | D-1-62-000-5354  | Bauernhaus                                       |
| Pippinger Straße 49 (Standort)     | Ehemaliger Bauernhof                                                                          | stattliches Bauernhaus, 18./19. Jahrhundert | D-1-62-000-5355  | Ehemaliger Bauernhof                             |
| Pippinger Straße 49a (Standort)    | Katholische Kirche St. Wolfgang                                                               | im Ortskern von Pipping, spätgotische, verputzte Saalkirche von 1478–1480 mit eingezogenem Chor, Turm im südlichen Chorwinkel; mit Ausstattung; Friedhof mit Friedhofsmauer und Grabmälern um die Kirche | D-1-62-000-5356  | weitere Bilder                                   |
| Pippinger Straße 51 (Standort)     | Bauernhaus                                                                                    | im Kern wohl 18./19. Jahrhundert | D-1-62-000-5357  | Bauernhaus                                       |
| Pippinger Straße 97 (Standort)     | Ehemaliges Benefiziatenhaus                                                                   | im Kern von 1769. | D-1-62-000-5359  | Ehemaliges Benefiziatenhaus                      |
| Pippinger Straße 115 (Standort)    | Villenartiges Wohnhaus                                                                        | Neurenaissance, 1905 von Georg Niggl | D-1-62-000-5360  | Villenartiges Wohnhaus                           |
| Pippinger Straße 121 (Standort)    | Giebelständiges Bauernhaus                                                                    | mit Neurenaissancefassade, 2. Hälfte 19. Jahrhundert | D-1-62-000-5362  | Giebelständiges Bauernhaus                       |
| Pippinger Straße 123 (Standort)    | Villa                                                                                         | historisierend, mit Turm und Madonnenrelief, um 1900 | D-1-62-000-5363  | Villa                                            |
| Pippinger Straße 144 (Standort)    | Landhaus                                                                                      | eingeschossiger Mansardwalmdachbau mit Eingangsvorbau und Runderker im Heimat- bzw. Reformstil, von Gebrüder Ott, 1912/13 | D-1-62-000-11211 | Landhaus                                         |
| Rißheimerstraße 15 (Standort)      | Wohnhaus in Formen eines ländlichen Sommerhauses                                              | zweigeschossiger Pyramidendachbau, erdgeschossig grob verputzt, obergeschossig als Blockbau gestaltet, mit südseitig und mittig platziertem Balkon und eingeschossigem hölzernen Anbau, von Rudolf Knecht für sich selbst, 1926/27; Einfriedung, gleichzeitig | D-1-62-000-8731  | Wohnhaus in Formen eines ländlichen Sommerhauses |
| Rubensstraße 1 (Standort)          | Villa                                                                                         | Fachwerkstil, 1900 von Georg Doerner | D-1-62-000-5976  | weitere Bilder                                   |
| Rubensstraße 3 (Standort)          | Villa                                                                                         | mit Walmdach und Fachwerkobergeschoss, um 1897, aus dem Büro August Exter | D-1-62-000-5977  | weitere Bilder                                   |
| Rubensstraße 5 (Standort)          | Villa                                                                                         | um 1900 | D-1-62-000-5978  | weitere Bilder                                   |
| Rubensstraße 6 (Standort)          | Landhaus                                                                                      | barockisierend, um 1897, aus dem Büro August Exter | D-1-62-000-5979  | weitere Bilder                                   |
| Rubensstraße 7 (Standort)          | Villa                                                                                         | Heimatstil, 1912 von Johann Schalk | D-1-62-000-5980  | weitere Bilder                                   |
| Rubensstraße 12 (Standort)         | Villa                                                                                         | Landhausstil, um 1900, aus dem Büro August Exter | D-1-62-000-5981  | weitere Bilder                                   |
| Rubensstraße 15 (Standort)         | Villa                                                                                         | Landhausstil, Kratzputzverzierungen, 1903 von Georg Niggl | D-1-62-000-5982  | weitere Bilder                                   |
| Rubensstraße 17 (Standort)         | Burgartige Villa                                                                              | mit Turm, 1903 von Ulrich Merk; 1985 restauriert | D-1-62-000-5983  | weitere Bilder                                   |
| Samerhofstraße 19 (Standort)       | Ehemaliges Wohnhaus Maurer                                                                    | Einfamilienhaus mit Architekturbüro, Flachbau über quadratisch gerastertem Grundriss, bei dem Bodenplatte, Stahlstützen und Dachplatte den konstruktiven Rahmen des flexiblen Raumgefüges bilden; der großzügig aufgeglaste Wohnbereich mit seiner einbeschriebenen Terrasse und dem parabelförmig gekurvten Wohnraum ist nach Südwesten zum Garten hin orientiert; 1954/55 nach Entwurf des Architektenehepaares Hans und Traudl Maurer; mit Schwimmbad, Garage und Einfriedung. | D-1-62-000-7953  | Ehemaliges Wohnhaus Maurer                       |
| Schirmerweg 18 (Standort)          | Villa                                                                                         | klassizisierend, 1912 von Hermann Lang; bildet mit Glasenbartlstraße 9 eine symmetrische Gruppe, durch Säulenarkaden verbunden ehemals unter der Nummer D-1-62-000-6173 separat aufgeführt | D-1-62-000-2193  | weitere Bilder                                   |
| Schirmerweg 42 (Standort)          | Ehemaliges Bauernhaus                                                                         | 1924 von Walther Funke | D-1-62-000-6175  | weitere Bilder                                   |
| Seldweg 15 (Standort)              | Schloss Blutenburg                                                                            | Ehemaliges Wasserschloss der Wittelsbacher; 1432 erstmals erwähnt, vielleicht bis ins 12. Jahrhundert zurückgehend. Neubau 1438/39; Anlage mit Torturm, vier spätgotischen Wehrtürmen, Wohnbau von 1680/81, und weiteren Gebäudeteilen; katholische Schlosskapelle St. Sigismund, verputzter und bemalter Backsteinbau, 1488; mit Ausstattung. Wall und Graben der Anlage nahe der Würm erkennbar.                                                                                | D-1-62-000-6226  | weitere Bilder                                   |
| Überreiterstraße 10 (Standort)     | Einfamilienhaus                                                                               | Im Villenstil, zweigeschossiger Walmdachbau mit polygonalem Wintergarten und Erkern, 1914 von Stefan Mörtlbauer; Nebengebäude mit Zeltdach; großes Gartengrundstück mit parkartigem Bestand. | D-1-62-000-7081  | Einfamilienhaus                                  |
| Westerholzstraße 2a (Standort)     | Einfamilienhaus                                                                               | 1912 von Feye Peins, 1927 von Hans Brühl verändert und erweitert | D-1-62-000-7473  | Einfamilienhaus                                  |
| Westerholzstraße 2b (Standort)     | Einfamilienhaus                                                                               | 1912 von Feye Peins | D-1-62-000-7474  | Einfamilienhaus                                  |
| Westerholzstraße 4 (Standort)      | Villa                                                                                         | Landhausstil, zum Teil Fachwerk, 1906–1907 von Martin Saumweber und Sebastian Stecher | D-1-62-000-7475  | Villa                                            |
| Zehentstadelweg 6 (Standort)       | Zehentstadel                                                                                  | eingeschossig mit Satteldach, wohl 18. Jahrhundert; dendrochronologisch auf 1687 datiert; ehemals zum Schloss Blutenburg gehörig | D-1-62-000-7713  | Zehentstadel                                     |
| Zehentstadelweg 12 (Standort)      | Ehemalige Mühle                                                                               | zweigeschossiger Satteldachbau mit Putzgliederung, im Kern 19. Jahrhundert, 1920/21 umgebaut | D-1-62-000-7714  | Ehemalige Mühle                                  |

## Ehemalige Baudenkmäler
In diesem Abschnitt sind Objekte aufgeführt, die früher einmal in der Denkmalliste eingetragen waren, jetzt aber nicht mehr. Objekte, die in anderem Zusammenhang – also z. B. als Teil eines Baudenkmals – weiter eingetragen sind, sollen hier nicht aufgeführt werden. Aktennummern in diesem Abschnitt sind ehemalige, jetzt nicht mehr gültige Aktennummern. 

| Lage                     | Objekt | Beschreibung | Akten-Nr.      | Bild  |
| ------------------------ | ------ | --- | -------------- | ----- |
| Apfelallee 6 (Standort)  | Villa  | Villenbau aus der Zeit um 1900; 2008 aus der Denkmalliste gestrichen, da der Bestand nicht anschaulich erhalten | D-1-62-000-363 | Villa |
| Apfelallee 18 (Standort) | Villa  | Villenbau des ausgehenden 19. Jahrhunderts; 2011 aus der Denkmalliste gestrichen, wegen späterer Umgestaltungen |                | Villa |

## Abgegangene Baudenkmäler
In diesem Abschnitt sind Objekte aufgeführt, die früher einmal in der Denkmalliste eingetragen waren, jetzt aber nicht mehr existieren, z. B. weil sie abgebrochen wurden. Aktennummern in diesem Abschnitt sind ehemalige, jetzt nicht mehr gültige Aktennummern. 

| Lage                            | Objekt   | Beschreibung | Akten-Nr. | Bild |
| ------------------------------- | -------- | --- | --------- | ---- |
| Menzinger Straße 125 (Standort) | Wohnhaus | Wohn- und Atelierhaus des Architekten Gustav Gsaenger aus den Jahren 1926–1928; wurde 2012 in die Denkmalliste aufgenommen, musste aber bereits wenige Monate später wieder von der Liste gestrichen werden, nachdem das Gebäude durch einen Brand völlig zerstört wurde |           | BW   |